# De l'infinito, universo e mondi
De l'infinito, universo e mondi è il terzo dialogo filosofico che Giordano Bruno pubblica a Londra nel 1584, chiudendo il ciclo dei dialoghi cosmologici londinesi intrapreso con La cena de le ceneri e proseguito con De la causa, principio et uno. Sviluppando ulteriormente tematiche già iniziate in quelli, il rapporto fra un Dio immanente e un universo infinito da un lato, e la distinzione dei ruoli di teologia e filosofia dall'altro, il De l'infinito sancisce il punto definitivo di frattura del pensiero del filosofo sia con la dottrina aristotelica sia col cristianesimo.

## Generalità
(De l'infinito, universo e mondi, proemiale epistola)
Dedicato anche questo all'ambasciatore di Francia in Inghilterra, il De l'infinito è composto di cinque dialoghi preceduti dalla dedica (la "proemiale epistola"), nella quale Bruno non manca di inserire tre poesie. Protagonisti sono Filoteo, che dà voce all'autore, come già nei precedenti dialoghi; Fracastorio, medico, personaggio reale; Burchio, peripatetico, personaggio immaginario; Elpino, giovane allievo che fa da interlocutore a Filoteo; Albertino, che compare soltanto nell'ultimo dialogo, personaggio forse reale  e identificato con il nolano Gerolamo Albertino.

## Il testo
Nel primo dialogo l'autore dimostra con vari argomenti l'infinità dell'universo, tema principale dell'opera. Non va dimenticato che in quei tempi l'universo era ritenuto di dimensioni finite, con la Terra al centro, gli altri pianeti e il Sole attorno a questa in un sistema di sfere l'una dentro l'altra, e le stelle fisse sulla superficie dell'ultima sfera: è il sistema tolemaico, sistema ritenuto per vero dalla Chiesa e largamente accettato anche dai filosofi naturali. Il sistema copernicano era stato da poco proposto, ma anche questo, pur ponendo il Sole al centro, ipotizzava un universo di dimensioni finite. Bruno tuttavia riprende una visione originale dell'universo, infinito e contenente infiniti mondi abitati, che era stata elaborata dal cardinale Nicola Cusano nel suo De Docta Ignorantia (1440).
Nel secondo dialogo Bruno si difende dalle possibili critiche degli avversari alla sua teoria. Nel terzo il filosofo riprende la dimostrazione criticando e demolendo sia il concetto di un primo motore immobile situato esternamente cui rapportare la causa prima del dinamismo dei corpi dell'universo, sia le sfere del sistema tolemaico che non hanno ragione di esistere in uno spazio infinitamente esteso. Il quarto dialogo si occupa di questioni riguardanti la possibilità di altri mondi e la loro coerenza fisica in questo universo infinito. L'ultimo dialogo vede la presenza di Albertino, un avversario più preparato di Burchio, il quale muove nuove obiezioni ma al termine si convince delle ragioni di Filoteo.

### Dialogo primo

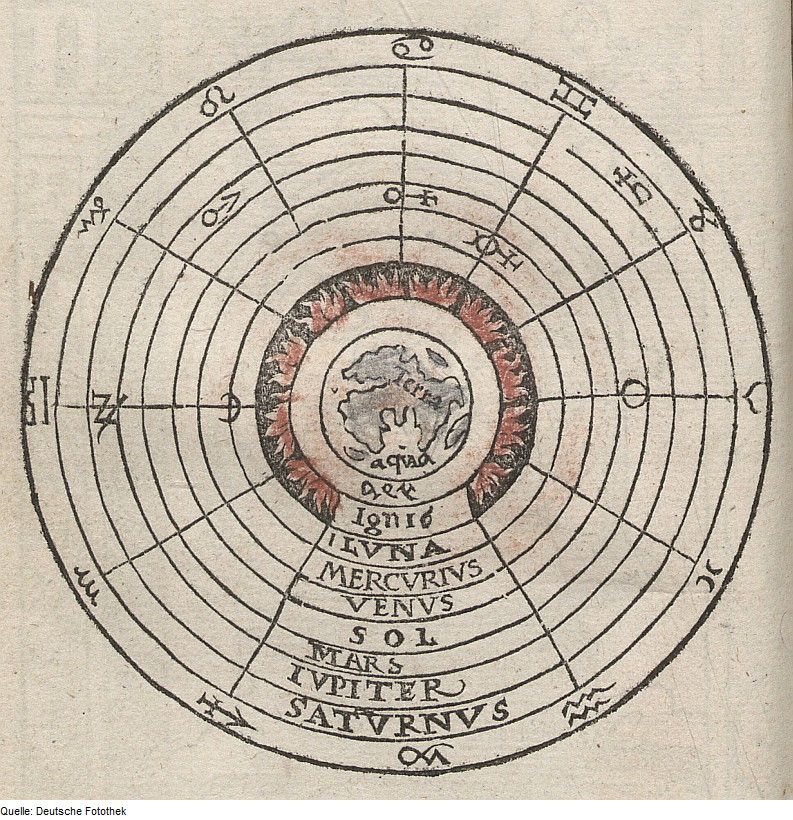
Il sistema geocentrico in un'illustrazione di Johannes Honterus, 1552 («Quella vil fantasia della figura, de le sfere e diversità di cieli»)

Bruno affronta la dimostrazione dell'infinità dell'universo da due punti di vista, logico e teologico. Si domanda il filosofo, se l'universo fosse finito in cosa sarebbe contenuto? «In sé stesso», risponderebbe Aristotele; ma obietta Bruno che se così fosse l'universo non starebbe in nessun luogo non avendo nulla che lo contenga, quindi non sarebbe nulla: sarebbe «qualcosa che non si trova». Dunque il filosofo utilizza la stessa definizione di luogo data da Aristotele per mostrane le contraddizioni: se il luogo è il "limite del corpo contenente" allora il luogo stesso dell'universo sarebbe nulla essendo questo contenuto in sé stesso. D'altronde se il limite fosse reale e il mondo sferico, la sua convessità confinerebbe con una concavità non collocabile in nessun luogo. E poi, cosa vieterebbe di valicare questo limite? Qui l'autore riprende l'esempio della freccia che il poeta e filosofo romano Lucrezio dava nel suo De rerum natura: egli si domandava cosa potrebbe bloccare una ipotetica freccia lanciata oltre il limite dell'universo: non può essere il nulla, perché il nulla in quanto tale non può niente. Un universo finito e chiuso in sé stesso non è dunque logicamente concepibile.
Riallacciandosi poi a quanto già scritto nel De la causa, principio et uno, e cioè che se Dio è infinito ed è causa dell'universo, come potrebbe un ente infinito causare un effetto finito, «atteso che ogni cosa finita al riguardo de l'infinito è niente»? O Dio è limitato, e questo sarebbe assurdo, o la sua potenza, infinita, si esplicherebbe in un atto finito, ma per Bruno potenza e atto sono la medesima cosa in Dio: «altrimente si deroga alla natura e dignitade di chi può fare e di chi può essere fatto».

### Dialogo secondo
In quanto infinito l'universo è immobile. Bruno cita il De caelo di Aristotele là dove questi vuol dimostrare che a causa del moto circolare del cielo ne possiamo dedurre che il cielo stesso è sferico e quindi finito. Per Bruno questo ragionamento è un sofisma e Aristotele «un mendico» che si serve della tesi avversa per addurla alla propria ipotesi. Per Bruno spazio e universo sono la stessa cosa perché l'universo è composto di materia ed è la materia a definire lo spazio, dunque l'universo, pur contenendo infinite parti di dimensioni finite che sono soggette ad «alterazioni innumerabili» è «inmobile, inalterabile, incorrottibile».

### Dialogo terzo

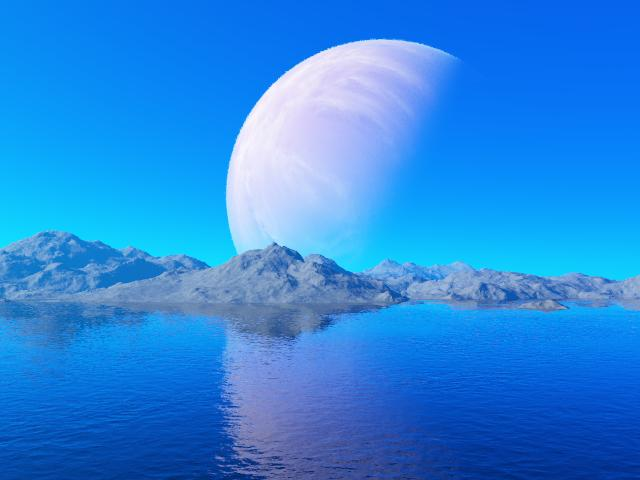
Disegno di fantasia illustrante il pianeta extrasolare HD 28185 b e la sua luna («In questo modo diciamo esser un infinito, cioè una eterea regione inmensa, nella quale sono innumerabili ed infiniti corpi, come la terra, la luna ed il sole»)

Il moto del nostro pianeta e l'infinità dell'universo lasciano ragionevolmente supporre che ogni stella e pianeta sia soggetto ai propri moti. Tutte «le terre», cioè tutti questi corpi hanno «la medesima raggione» nel muoversi come ce l'ha il nostro, e se questi altri pianeti non sono visibili è perché o sono piccoli o perché molto lontani. L'ultima sfera, quella del firmamento che ancora resiste nella teoria copernicana, è perciò solo «fantasia»: oltre questa le stelle spaziano senza termine, ognuna coi suoi pianeti. Ma se esistono altri pianeti, possono questi essere abitati come il nostro? Nella finzione del dialogo è Burchio a porre questa domanda, la sua è una conseguenza logicamente accettabile sulla base di quanto appena esposto, ma che egli formula con intento denigratorio. La risposta è affermativa, esistono altri abitanti, simili a noi, se non «megliori».
E Bruno continua nella sua indagine cosmologica, immaginando che se ci trovassimo su un altro corpo celeste egualmente saremmo portati alla conclusione di trovarci al centro dell'universo. Tutto è dunque relativo al punto di osservazione, e il moto di un corpo può essere evidente «se non per certa comparazione e relazione a qualche cosa fissa».
Egualmente non c'è alcun bisogno di supporre il «divino polso di qualche intelligenza» che faccia muovere i corpi, il loro moto avviene in virtù di un principio intrinseco.

### Dialogo quarto
Dopo un riepilogo delle tesi esposte nei precedenti dialoghi, in questo Bruno chiarisce alcuni aspetti di natura meccanica, questioni che per lo più riguardano la coesistenza di questi mondi nell'universo. Uno dei problemi è quello dell'influenza di un mondo su un altro. Mentre per Aristotele questo argomento mostrerebbe l'assurdo dell'esistenza di altri mondi, in quanto ognuno dei quattro elementi costitutivi della materia tende, per il greco, a conservare il suo posto naturale nell'ordine cosmico, per Bruno le parti costitutive dei mondi, seguendo un «principio intrinseco impulsivo», sarebbero invece soggette a quel moto che è loro più conveniente. Quindi ogni mondo può bene esistere con i suoi moti interni senza che vi sia influenza fra loro, a meno che essi non si trovino così vicini che una parte dell'uno sia prossima anche a un altro.
Un altro argomento che Bruno qui affronta è quello delle comete, ritenute a quel tempo un fenomeno meteorologico. Bruno respinge questa conclusione, propendendo verso l'ipotesi che le comete siano invece assimilabili a «specie di astro», cioè stelle.

### Dialogo quinto
La prima cosa che Albertino, il nuovo interlocutore, chiede è da dove provengano queste novità, se siano il frutto di un pensiero innovatore o meno. Elpino gli risponde che «son cose antique che rivegnono, son veritadi occolte che si scuoprono». Il riferimento è al pensiero di quegli antichi filosofi e sapienti che spesso dai commentatori di Aristotele non sono tenuti in considerazione, dato che per costoro quanto il filosofo di Stagira ha ignorato «non si può sapere». Filoteo gli risponde che tale era anche la sua posizione, quando giovane si dedicava allo studio dei testi di Aristotele, ma ora le cose sono cambiate. Bruno cita, nel corso dell'opera, Democrito («che megliormente intese»); Epicuro («che con gli occhi più aperti han contemplata la natura»); Eraclito («quel sapiente che disse Dio far pace ne gli contrarii sublimi»); il poeta Lucrezio, del quale cita alcuni passi dal De rerum natura.
Albertino propone quindi tredici nuove questioni, tredici problemi ai quali Filoteo dà altrettante risposte che infine convincono Albertino, il quale molto entusiasticamente invita il filosofo a proseguire ancor più arditamente nel debellare le false convinzioni, senza curarsi dell'opinione di persone volgari, sciocche e invidiose, «a fine che con il lume di tal contemplazione con più sicuri passi procediamo alla cognizion della natura».

## Contenuti

### Infinità di Dio e infinità dell'universo
Bruno concepisce un universo infinito, infinito sia perché infinitamente esteso, sia perché composto di un numero infinito di parti. È tale l'universo poiché mentre da un lato non è logico che possa avere dei limiti, dall'altro  Dio e Natura (dove natura sta per infinito) coincidono, infinito.
Il filosofo distingue però l'infinità di Dio da quella dell'universo:
(Filoteo: dialogo I)
L'infinità dell'universo non si estende cioè alle sue parti, a differenza dell'infinità del divino, invece onnipresente "totalmente". In altre parole, sia Dio che l'universo sono infiniti, ma mentre Dio è interamente (e quindi infinitamente) presente in ogni particella dell'universo, l'universo non gode di questa proprietà. E sottilmente Bruno fa notare che non ha senso definire qualcosa come "parte dell'infinito": una frazione dell'infinito è infatti pur sempre infinita. D'altronde, già nel De la causa egli scriveva esplicitamente che «l'atomo è immenso».
L'infinità dell'estensione spaziale dell'universo implica l'impossibilità che il nostro pianeta sia situato presso qualcosa identificabile come centro dell'universo, per l'ovvio fatto che non ha alcun senso parlare di centro dell'infinito.
Il mondo per Bruno si estende dunque indefinitivamente oltre quella «stellifera concavità» immaginata dai peripatetici. Un mondo infinito dove trovano posto innumerevoli stelle e pianeti, «onde possiamo stimare che de stelle innumerabili sono altre tante lune, altre tanti globi terrestri, altre tanti mondi simili a questo»: Bruno ipotizza l'esistenza di altri sistemi solari e pianeti extrasolari. Non solo, Bruno lascia intendere che l'infinità non è soltanto di natura spaziale, ma anche temporale: l'universo è eterno, perché Dio «deve averlo produtto tale, o (per parlar meglio) produrlo sempre tale».
Una tale concezione si scontra apertamente oltre che con la visione aristotelica del mondo, allora imperante, anche col cristianesimo, in quanto un universo animato dall'infinità di Dio suggerisce l'impossibilità di un Dio che si manifesti soltanto nel Cristo: è la natura tutta che consente la comunione con Dio. Non solo, un universo sprovvisto di centro detronizza sia il ruolo privilegiato della Terra sia quello primario dell'uomo nel creato, così come descritto nella Genesi. Il concetto di creazione è del resto incompatibile col pensiero di Bruno: l'universo è «explicazione» di Dio, dunque infinito poiché simulacro, emanazione continua, dispiegamento di Dio, a sua volta infinito perché Uno senza secondo.
Sebbene rifiutando implicitamente il modello cristiano, Bruno fa una concessione alla religione: per gli ignoranti e i malvagi (i «i rozzi popoli») possono essere necessari la fede e l'operato dei religiosi.
Il filosofo lascia qui da parte ogni considerazione di carattere morale ed esplicitamente religiosa: sarà soprattutto nel successivo Spaccio de la bestia trionfante ma anche nella Cabala del cavallo pegaseo che Giordano Bruno condannerà, in chiave allegorica, il cristianesimo dalle origini alla Riforma protestante nonché la figura di Cristo stesso, proponendo una rivoluzione etica di fondo che col ristabilimento di valori quali la Verità, la Conoscenza e la Giustizia, si rivelerà profondamente anticristiana.